# Doença dos custos de Baumol
Doença dos custos de Baumol (também chamada de Efeito Baumol) é um fenômeno descrito por William J. Baumol e William G. Bowen nos anos 1960. Envolve um aumento de custos em atividades que não experimentaram aumento da produtividade. Isso aparentemente vai contra a teoria de economia clássica que os salários estão intimamente ligados a mudanças de produtividade do trabalho.
O embrião da teoria surgiu na obra “Performing Arts:The Economic Dilema” (Artes Performáticas; o Dilema Econômico), publicado por Baumol e William Bowen, MIT Press, nos EUA.

## Conceito
A tese de Baumol é que a substituição em massa de trabalhadores por máquinas, ou de trabalho por capital na indústria não acontece, ou acontece em escala muito menor em determinadas atividades, como nos setores de saúde, arte, educação e em atividades cujas melhorias não vem do ganho de produtividade, mas dos ganhos de experiência dos funcionários o que, naturalmente, exige um pagamento de salários mais elevados. Tal processo vai contra o que a economia clássica prevê.

## Ideias
Segundo o modelo proposto por Adam Smith e ainda válido, os ganhos de produtividade viriam de alguns princípios básicos como: simplificar as tarefas do trabalhador, reduzir o número e a complexidade das tarefas executados por ele e, maia importante: substituir o trabalhador por uma máquina.- 
Em estudo original conduzido para o setor de artes cênicas patrocinado pela Fundação Ford, Baumol e Bowen salientou que o mesmo número de músicos é necessário para um quarteto de cordas de Beethoven hoje como era necessário no século XIX; ou seja, a produtividade de desempenho da música clássica não aumentou. Por outro lado, os salários reais dos músicos (assim como em todas as outras profissões) aumentaram consideravelmente desde o século XIX.
Em uma gama de empresas, tais como o setor de fabricação do carro e o setor de varejo, os trabalhadores estão continuamente se tornando mais produtivos devido inovações tecnológicas para suas ferramentas e equipamentos. Em contraste, em alguns sectores de trabalho intensivos que dependem fortemente de interação humana ou atividades, tais como enfermagem, educação ou artes cênicas há pouco ou nenhum crescimento da produtividade ao longo do tempo. Com o exemplo do quarteto de cordas, que leva as enfermeiras a mesma quantidade de tempo para mudar uma atadura, ou professores universitários, a mesma quantidade de tempo para marcar um ensaio, em 2006, como ele fez em 1966. Isso ocorre porque esses tipos de atividades dependem dos movimentos do corpo humano, que não pode ser projetado para executar mais rapidamente, com precisão ou forma eficiente da mesma forma que uma máquina, como um computador, pode.
A solução de Baumol para o problema é simples. Como os produtos industrializados vão ficar cada vez mais baratos e os produtos culturais cada vez mais caros, o que vai acontecer é que as pessoas vão gastar uma parcela cada vez menor do seu orçamento em bens industrializados e uma parcela cada vez maior do seu orçamento em bens culturais e serviços pessoais, tais como educação e saúde.
A Doença de custo do Baumol é frequentemente usada para descrever as consequências da falta de crescimento da produtividade no setor quaternário da economia e serviços públicos como hospitais públicos e faculdades do estado. Desde que muitas atividades de administração pública são fortemente intensiva há pouco crescimento da produtividade ao longo do tempo.